# Apteropeoedes marmoratus
Apteropeoedes marmoratus är en insektsart som först beskrevs av Marius Descamps och Wintrebert 1965.  Apteropeoedes marmoratus ingår i släktet Apteropeoedes och familjen Euschmidtiidae. Inga underarter finns listade i Catalogue of Life.